# فرانک کواچ
 فرانک کواچ (انگلیسی: Frank Kovacs؛ زاده ۴ دسامبر ۱۹۱۹ درگذشته ۱۹۹۰) یک تنیس‌باز اهل ایالات متحده آمریکا بود. 